# IC 1114
IC 1114 је појединачна звијезда у сазвјежђу Мали медвјед која се налази на листи објеката дубоког неба у Индекс каталогу.
Деклинација објекта је + 75° 28' 30" а ректасцензија 15h 11m 16,0s.